# Dittico dei Lampadi
Il dittico dei Lampadi o dei Lampadii è un dittico in avorio (27x9x2 cm) risalente alla fine del IV -inizio del V secolo, conservato nel Museo di Santa Giulia a Brescia, del quale rimane solamente la valva sinistra.
Acquistato dal cardinale Angelo Maria Querini durante il Settecento, l'opera passò per lascito al Museo dell'Era Cristiana nell'Ottocento per poi entrare definitivamente nel catalogo delle opere del museo.

## Storia
L'opera, databile tra la fine del IV e l'inizio del V secolo, fu eseguita per celebrare un importante avvenimento legato al personaggio al centro del dittico, come segnalato nell'iscrizione, di cui è leggibile solamente il frammento "..AMPADIORVM" (lat. dei ..ampadi), dunque di un membro della famiglia dei Lampadi.
Poiché in genere i dittici era commissionati in occasione della nomina al consolato, la prima possibile identificazione del committente è quella con Flavio Lampadio, eletto console nel 530. Considerato però che il dittico, dal punto di vista stilistico, è databile all'inizio del V secolo, è possibile che sia stato prodotto in occasione della nomina di un altro membro della famiglia, un non meglio identificato Lampadio, che fu praefectus urbi di Roma nel 398..
L'opera, della quale si è conservata la sola valva sinistra, peraltro rovinata su più lati, fu acquistata dal cardinale e collezionista Angelo Maria Querini durante la prima metà del Settecento, per poi essere ceduta mediante lascito testamentario, assieme al resto della collezione, al comune di Brescia nel 1755.
Esposto per la prima volta nel Museo dell'Era Cristiana, aperto in alcuni locali del soppresso monastero di Santa Giulia all'inizio dell'Ottocento, vi rimase fino al 1998, quando, con l'apertura del Museo di Santa Giulia, il dittico trovò collocazione definitiva nel settore "Collezionismo e arti applicate", nelle vetrine dedicate alla Collezione Querini.

## Descrizione e stile
La valva superstite presenta una figurazione nettamente divisa in due parti.
Nel registro superiore è posto un personaggio di spicco, verosimilmente il senatore Lampadio, che regge in una mano lo scettro sormontato da una doppia effigie imperiale di cui si è persa una testa (forse gli imperatori Arcadio e Onorio ?) e nell'altra la cd. "mappa", il panno che veniva gettato dall'alto del podio dal senatore per dare inizio alle gare. Ai suoi lati, raffigurati in dimensioni decisamente inferiori, sono due altri funzionari, forse i due figli del senatore. I tre personaggi si trovano all'interno della tribuna d'onore del circo, riccamente decorata con teste a rilievo e pannelli istoriati a motivi geometrici. La raffigurazione è simile a quella presente sulla base dell'obelisco di Teodosio. Alle loro spalle, una cornice architettonica sostiene un architrave curvilineo, sopra il quale si sviluppa l'iscrizione frammentaria.
Nel registro inferiore della valva è stilizzata una corsa di cavalli in un circo, con le quattro  quadrighe, ognuna condotta dall' auriga della rispettiva fazione, che corrono attorno alla "spina".  Gli aurighi sono vestiti con protezioni sul corpo, indossano un casco e hanno in mano delle aste che terminano in fruste; sappiamo dalle fonti antiche che le fazioni erano oggetto di tifo appassionato e si distinguevano per i diversi colori: blu, rosso, bianco e verde.  Al centro del circo si eleva un obelisco ricoperto da interessanti semplificazioni di geroglifici egizi, cosa che potrebbe ricondurre al Circo Massimo, dove erano presenti ben due obelischi egizi. Intorno all'obelisco vi sono dei trofei d'armi. Alle due estremità della spina sono inoltre riportati due gruppi statuari con dei coni cilindrici, che servivano come protezione durante le curve. 
La rappresentazione della corsa dei cavalli si dimostra molto interessante sia per il soggetto, sia per la tecnica di esecuzione, che stilizza la corsa "di scorcio" e tutti i suoi particolari in modo molto efficace all'interno del ristretto spazio della valva, ricorrendo a viste alternatamente laterali, frontali e di spalle.